# Godziszów (gmina)
Pour les articles homonymes, voir Godziszów.
Godziszów est une gmina rurale (gmina wiejska) du powiat de Janów Lubelski, dans la Voïvodie de Lublin, dans l'est de la Pologne.
Son siège administratif (chef-lieu) est le village de Godziszów, qui se situe environ 7 kilomètres au nord-est de Janów Lubelski (siège du powiat) et 56 kilomètres au sud de la capitale régionale Lublin (capitale de la voïvodie).
La gmina couvre une superficie de 101,68 km2 pour une population de 6 277 habitants en 2006.

## Histoire
De 1975 à 1998, la gmina est attachée administrativement à la voïvodie de Tarnobrzeg.

Depuis 1999, elle fait partie de la voïvodie de Lublin.

## Géographie
La gmina inclut les villages et localités de :

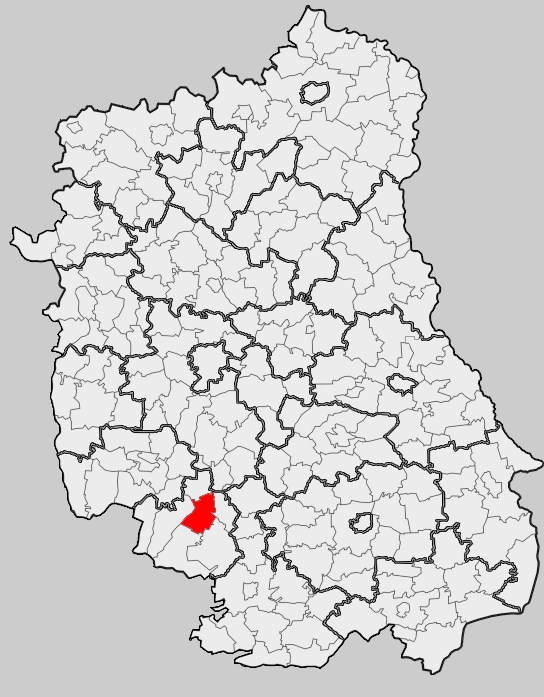
Position de la gmina dans la voïvodie

- Andrzejów
- Godziszów
- Kawęczyn
- Piłatka
- Rataj Ordynacki
- Rataj Poduchowny
- Wólka Ratajska
- Zdziłowice

### Gminy voisines
La gmina de Godziszów est voisine des gminy suivantes :
- Batorz
- Chrzanów
- Dzwola
- Janów Lubelski
- Modliborzyce
- Zakrzew

## Structure du terrain
D'après les données de 2002, la superficie de la commune de Godziszów est de 101,68 kilomètres carrés, répartis comme telle :
- terres agricoles : 77 %
- forêts : 19 %

La commune représente 11,62 % de la superficie du powiat.

## Démographie
Données du 30 juin 2004 :
| Description        | Total  | Total | Femmes | Femmes | Hommes | Hommes |
| ------------------ | ------ | ----- | ------ | ------ | ------ | ------ |
| Unité              | Nombre | %     | Nombre | %      | Nombre | %      |
| Population         | 6 363  | 100   | 3 174  | 49,9   | 3 189  | 50,1   |
| Densité (hab./km²) | 62,6   | 62,6  | 31,2   | 31,2   | 31,4   | 31,4   |

Données du 30 juin 2014 :
| Description | Total  | Total | Femmes | Femmes | Hommes | Hommes |
| ----------- | ------ | ----- | ------ | ------ | ------ | ------ |
| Unité       | Nombre | %     | Nombre | %      | Nombre | %      |
| Population  | 6 081  | 100   | 3 069  | 50,47  | 3 012  | 49,53  |
| Urbain      | 0      | 0     | 0      | 0      | 0      | 0      |
| Rural       | 6 081  | 100   | 3 069  | 50,47  | 3 012  | 49,53  |